# Stadtpark Steglitz

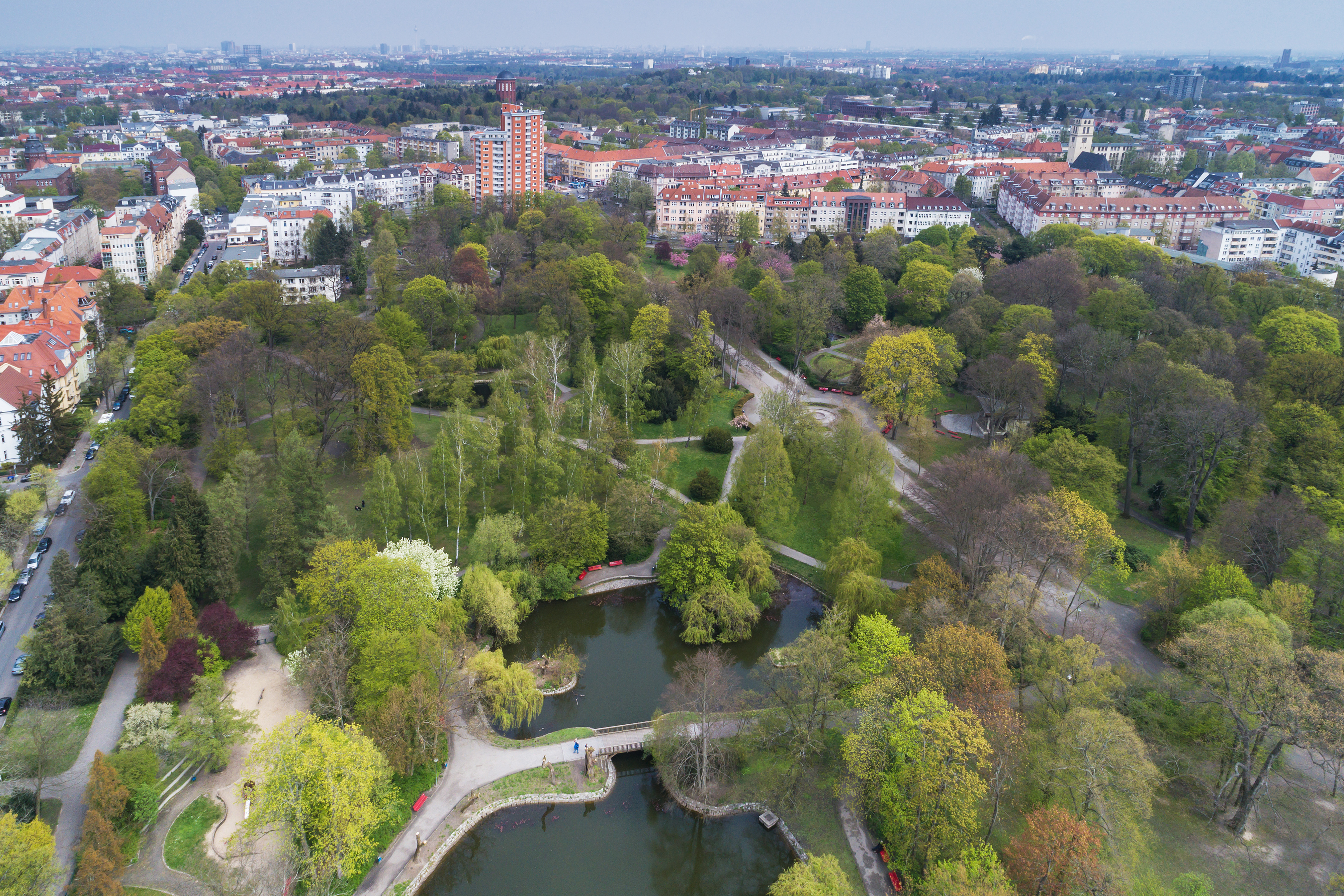
Stadtpark Steglitz (stark verzerrte Weitwinkel-Aufnahme: links Sedanstraße, rechts die Hauptachse mit dem Brunnen, vorne Fontänenteich mit sich anschließendem Großen Stadtparkteich)

Der Stadtpark Steglitz ist eine rund 17 Hektar große öffentliche Grün- und Erholungsanlage im Berliner Ortsteil Steglitz. Der Park steht unter Denkmalschutz.

## Lage
Der Park wird durch die Sedanstraße in zwei Abschnitte geteilt, den östlich gelegenen Hauptteil und einen kleineren westlich gelegenen Erweiterungsteil, der überwiegend als Liegewiese nebst Spielplatz dient.

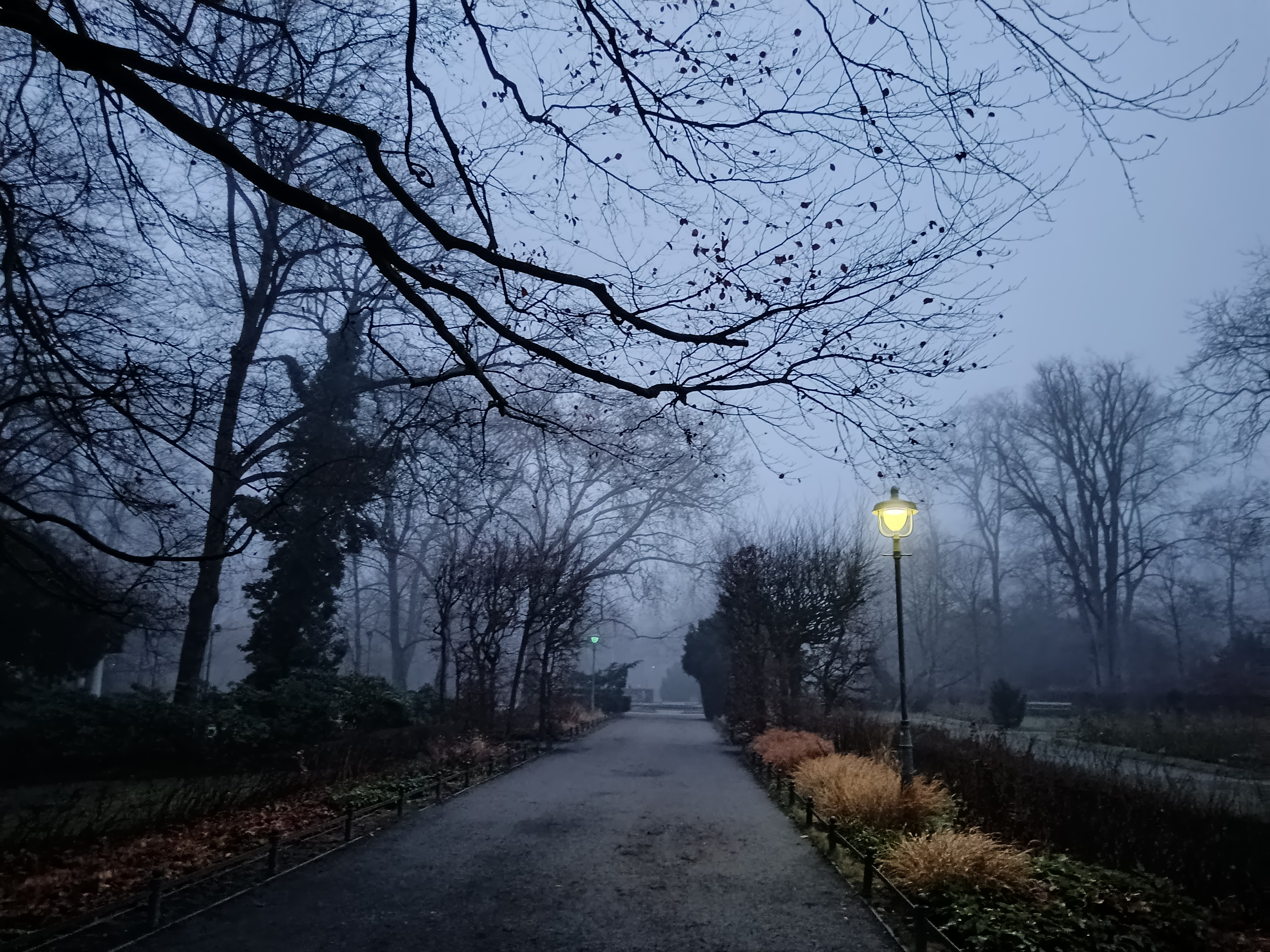
Stadtpark Steglitz im Winter

Der östliche Teil liegt in seiner maximalen Ausdehnung zwischen Albrechtstraße im Norden, Stindestraße im Osten, Am Eichgarten im Süden und Sedanstraße im Westen. Die Hauptachse mit Springbrunnen verläuft im östlichen Teil als Verbindung von Bismarckstraße im Norden und Brückenstraße im Süden parallel zur westlich gelegenen Sedanstraße.
Der westliche Teil wird begrenzt durch die Goebenstraße im Norden, die Sedanstraße im Osten, die (unterbrochene) Johanna-Stegen-Straße im Süden und die Klingsorstraße im Westen.
Im Süden schließt sich an der Brückenstraße die Wever-Promenade an, die jenseits der Birkbuschstraße als Paul-Schwarz-Promenade entlang des Teltowkanals zum Bäkepark und weiter zum Schlosspark Lichterfelde führt.

## Geschichte
Der ursprünglich rund zwölf Hektar große Landschaftspark wurde zwischen 1912 und 1914 angelegt. Er entstand nach ab 1906 vom Städtischen Garteninspektor Rudolf Korte unter der Leitung des Königlichen Gartendirektors Fritz Zahn, der selbst in Steglitz wohnte, erstellten Plänen. Die damals selbständige Landgemeinde Steglitz kaufte teilweise bereits ab 1905 Privatgrundstücke zur Anlage des Parks, es wurden aber auch Flächen genutzt, die durch die Trockenlegung der Bäke nutzbar gemacht wurden. Das Gelände war einst eine sumpfige Niederung mit altem Baumbestand. Attraktionen der Erstanlage waren Tennisplätze, ein niedriges Planschbecken und ein Tiergehege, die nicht mehr erhalten sind. 1917 entstand nach Entwürfen des stellvertretenden Städtischen Garteninspektors Georg Kuphaldt ein von einer Hainbuchenhecke eingefasster Rosengarten mit einem Seerosenbecken, der noch vorhanden ist.
Dem Park wurde 1924 eine an der Albrechtstraße gelegene Streuobstwiese zugeschlagen, die bis dahin dem Reichstagsabgeordneten Karl Korthaus gehörte. 1929/30 wurde der Park nach Enteignung des bis dahin mit Kleingärten belegten Areals westlich der Sedanstraße erweitert.
Während des Zweiten Weltkriegs befand sich im Park ein „Behelfsfriedhof“ (1946 aufgelöst) für das an der Albrechtstraße gegenüberliegende Lazarett, das sich im Gemeindehaus der Markus-Gemeinde befand. Während der Schlacht um Berlin grub sich ein Panzer der Wehrmacht im Park ein, um die große nördlich gelegene Kreuzung (heute: Bismarckstraße/Steglitzer Damm) zu sichern; im Mai 1945 nahm die Rote Armee den Stadtpark mit 20 Panzern ein. 1950 wurden Kriegsschäden mit Mitteln aus Notstandsprogrammen beseitigt.
In den Jahren 1956–1957 wurde der Park umgestaltet. Hierbei wurde 1957 nach den Plänen von Walther Schmidt ein Springbrunnen auf der Hauptachse errichtet, nahe gelegen eine Konzertmuschel erbaut, die 1990 durch den Musikpavillon ersetzt wurde, und am 29. Mai 1957 die Verkehrsschule eröffnet. Von 1958 bis 1968 wurde der Park auf seine aktuelle Größe von rund 17 Hektar erweitert. Im Jahr 1969 brannte das Restaurant, das in den 1950er Jahren als Ersatz für das 1943 vollkommen zerstörte historische Parkrestaurant errichtet worden war, ab und wurde 1970 durch einen Neubau ersetzt, der bis heute gastronomisch genutzt wird. 1974 erfolgte eine weitere Umgestaltung.

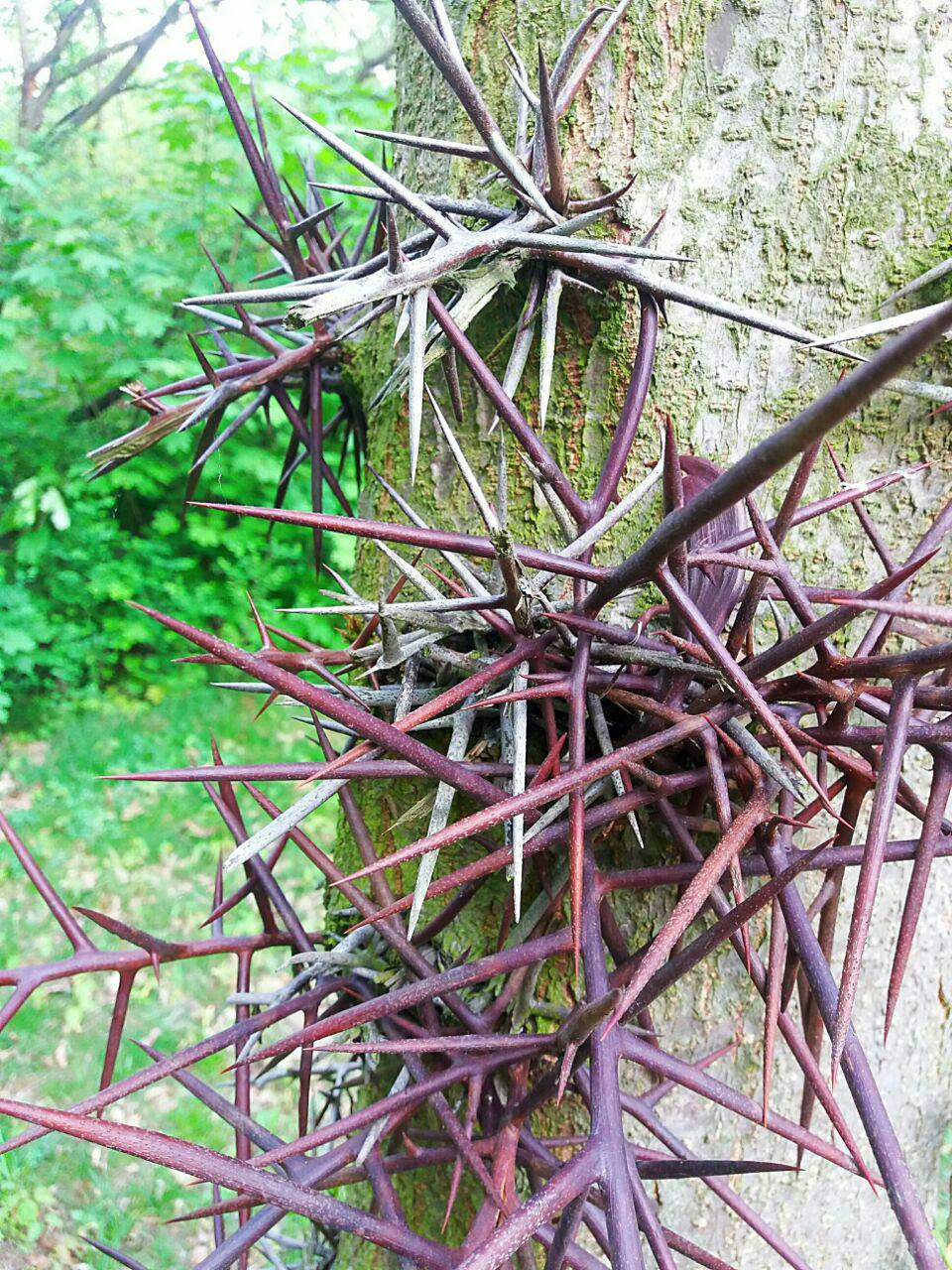
Detailaufnahme der dornenbewehrten Gleditschie im Park

Parkseitig an der Albrechtstraße im Norden befindet sich seit 1966 (Fertigstellung 1968) ein durch den Architekten Hans Wolff-Grohmann entworfenes, 18 Stockwerke hohes Wohnhaus. Ende 2020 wurde das Gebäude durch die SOKA-BAU an den Fonds Deutsche Invest Immobilien (DII) verkauft. Südlich, ebenfalls am westlichen Parkteil, schließt der Campus Albert Schweitzer (ehemals: Haus der Jugend) an. Das Jugend- und Stadtteilzentrum ist Sitz des Kinder- und Jugendbüros Steglitz-Zehlendorf (KiJuB SZ), bei dem SPD-Generalsekretär Kevin Kühnert 2008 sein Freiwilliges Soziales Jahr leistete.
Der Park ist seit 1995 als Gartendenkmal geschützt. Auch die am Rand des Parks an der Albrechtstraße 47a gelegene ehemalige Schäferei (1887 erbaut), die vom Naturschutz- und Grünflächenamt des Bezirks Steglitz-Zehlendorf (Revier II) genutzt wird, steht unter Denkmalschutz (Baudenkmal).
Im Zuge des im Jahr 2014 begangenen 100-jährigen Jubiläums des Stadtparkes wurde mit einer kleinschrittigen Sanierung begonnen. So ist 2014 der Rosengarten nach historischem Vorbild denkmalgerecht wiederhergestellt worden und der Park erhielt 2017/18 seine historische Ulmenallee zurück. Ab 2018 wurden die Ufer der Teiche saniert und die Teiche zum Teil entschlammt.

## Ausstattung
Im Zentrum des östlichen Hauptabschnitts befindet sich der nach den Plänen von Walther Schmidt auf der Hauptachse errichtete Springbrunnen (⊙), daneben der Musikpavillon (⊙), der im Sommer für Konzerte genutzt wird. Es gibt mehrere Liegewiesen, drei Spielplätze (davon einer im westlichen Teil), eine Minigolfanlage, einen Naturlehrpfad und einen Rodelhang. Der Park verfügt im östlichen Teil über vier zwischen 1906 und 1914 angelegte Teiche mit einer Größe von 600 bis 4000 m²: Großer Stadtparkteich (mit zwei Inseln) und Fontänenteich (mit Entenhaus) sind als Doppelteich ausgeführt und untereinander verbunden, die verbindende Engstelle wird durch eine Brücke überspannt, sowie den Kleinen Stadtparkteich und den Restaurantteich. Sie wurden 1976 saniert. Im Jahr 2018 wurde mit der Entschlammung und Sanierung der Teiche begonnen.
Der Goebenteich ist ein rund 2000 m² großes, durch Grundwasser gespeistes, natürliches Stillgewässer, das in einer Senke im westlichen Teil liegt. Er wird unmittelbar von einem der Biodiversität dienenden naturbelassenen Bereich mit Staudensaum umschlossen, an den sich die Goebenwiese anschließt. Am Rande der Goebenwiese erinnert ein Gedenkstein (⊙) an die Gründung der Wandervogelbewegung durch Karl Fischer.
Weiterhin sind im Park folgende Skulpturen aufgestellt (ungefähre Lage):
- Zwei Seehunde von Rose-Maria Stiller, Kunststein aus dem Jahr 1957 (Insel im Großen Stadtparkteich: ⊙)[14]
- Bacchus von Richard Ohmann, Bronze aus dem Jahr 1880 (nahe Kleinem Stadtparkteich: ⊙)[15]
- Erwachendes Mädchen von Josef Limburg, Bronze, Entstehung unbekannt (seit 1959 im Rosengarten: ⊙)[16]
- Begegnung von Hildegard Leest, Muschelkalk aus dem Jahr 1959 (in der Nähe der Straße Am Eichgarten: ⊙)[17]

Ein Findling (⊙) nahe dem Brunnen erinnert an Karl Buhrow (1863–1939), den langjährigen Bürgermeister der vormals selbstständigen Landgemeinde Steglitz, und den Garteninspektor Korte. Daneben befinden sich im Park zahlreiche Bäume anderer Vegetationszonen wie beispielsweise eine Gleditschie südlich des Stadtparkteichs.

Galerie
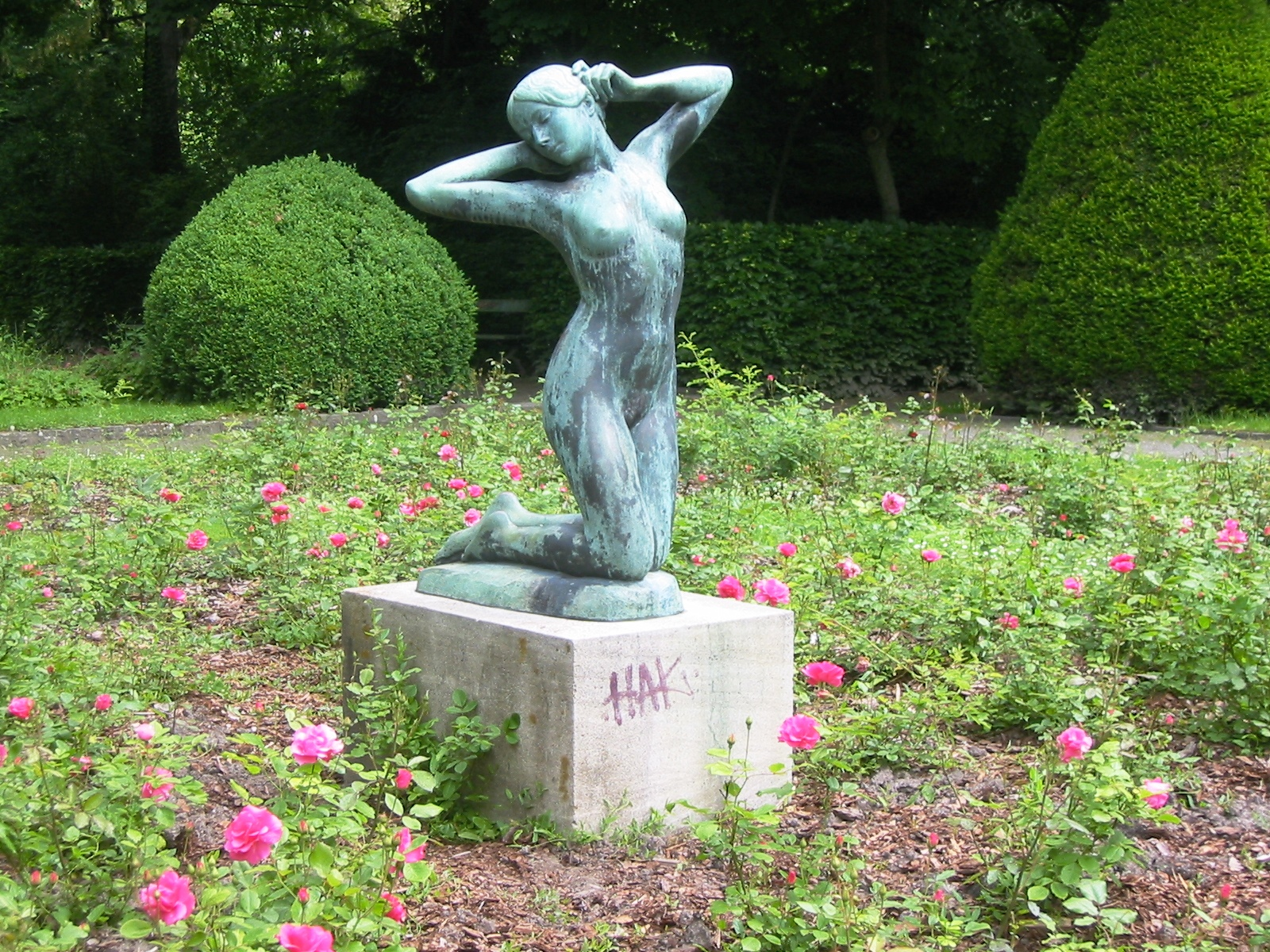
Erwachendes Mädchen von Josef Limburg im Rosengarten aus dem Jahr 1906
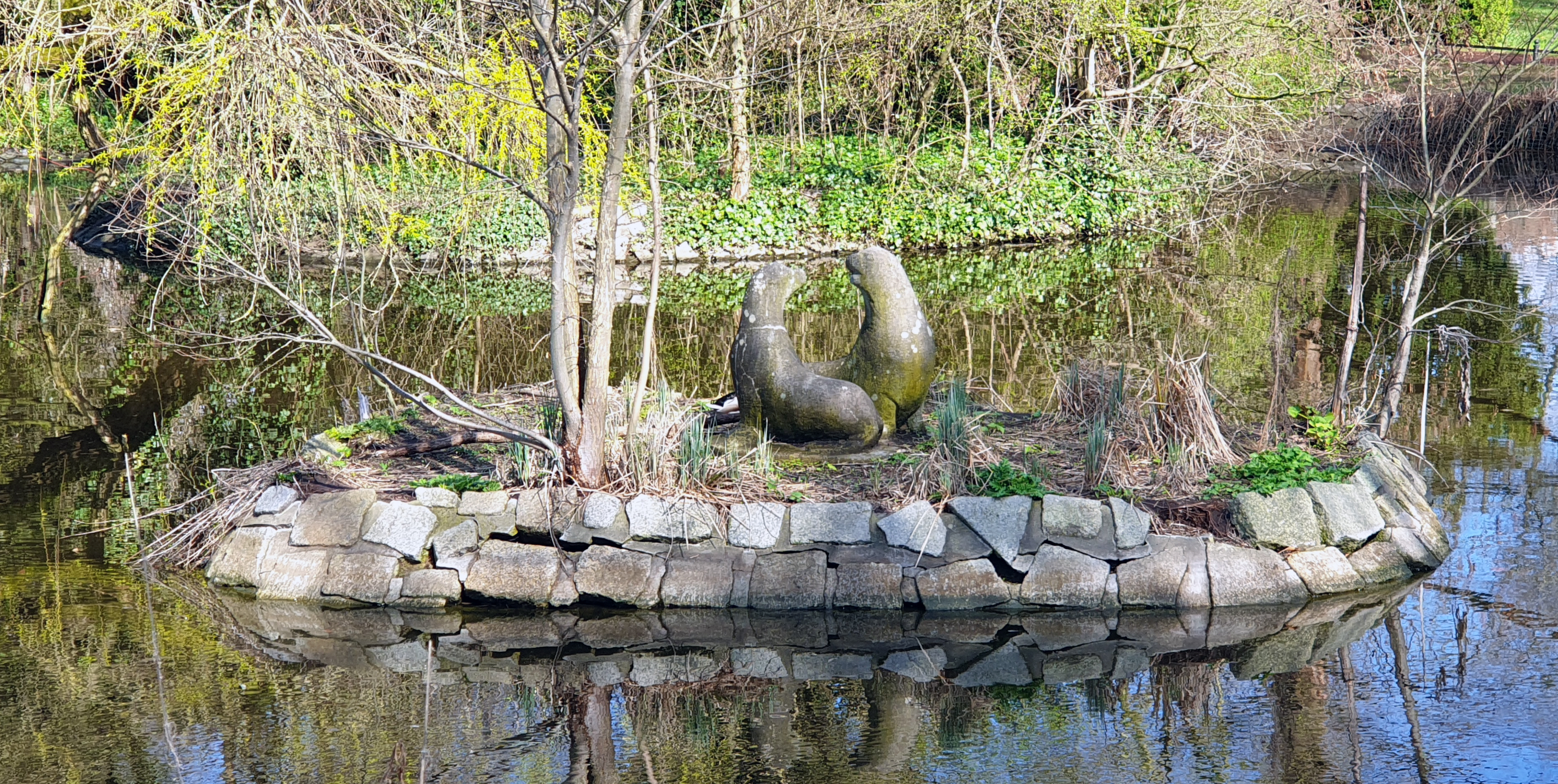
Seehunde von Rose-Maria Stiller aus dem Jahr 1957
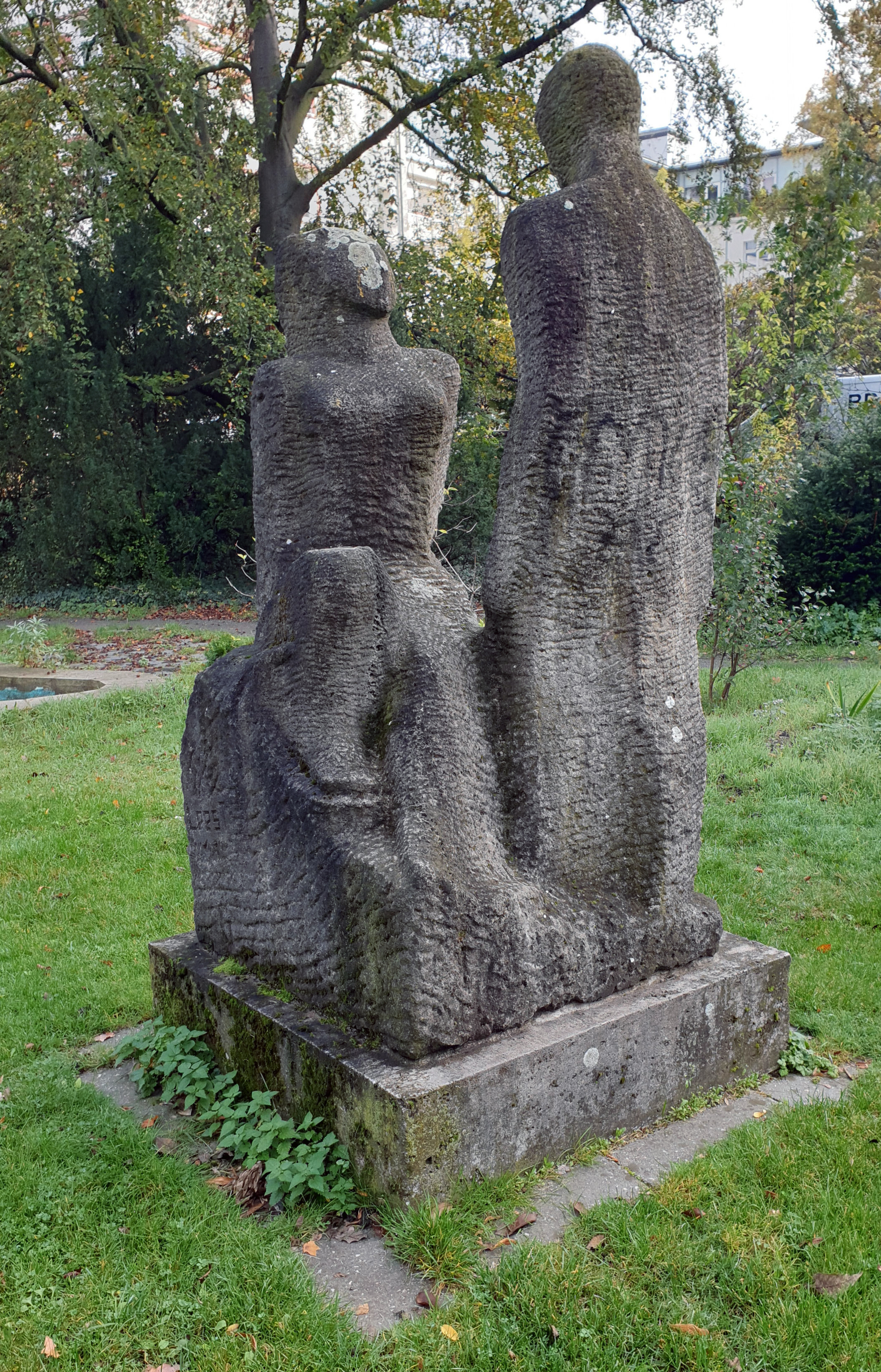
Begegnung von Hildegard Leest aus dem Jahr 1959
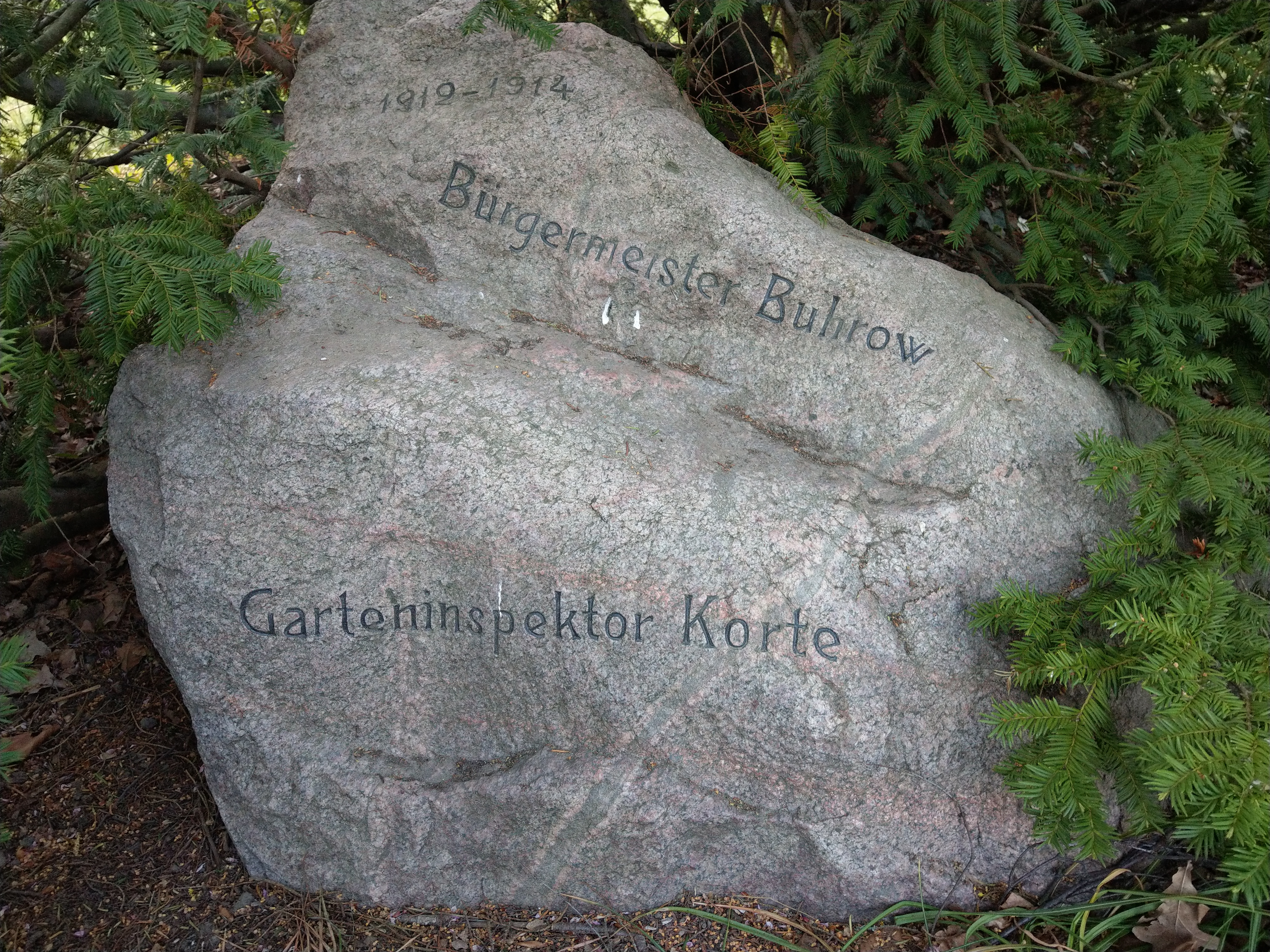
Gedenkstein an Bürgermeister Karl Buhrow und Garteninspektor Rudolf Korte, nahe dem Brunnen
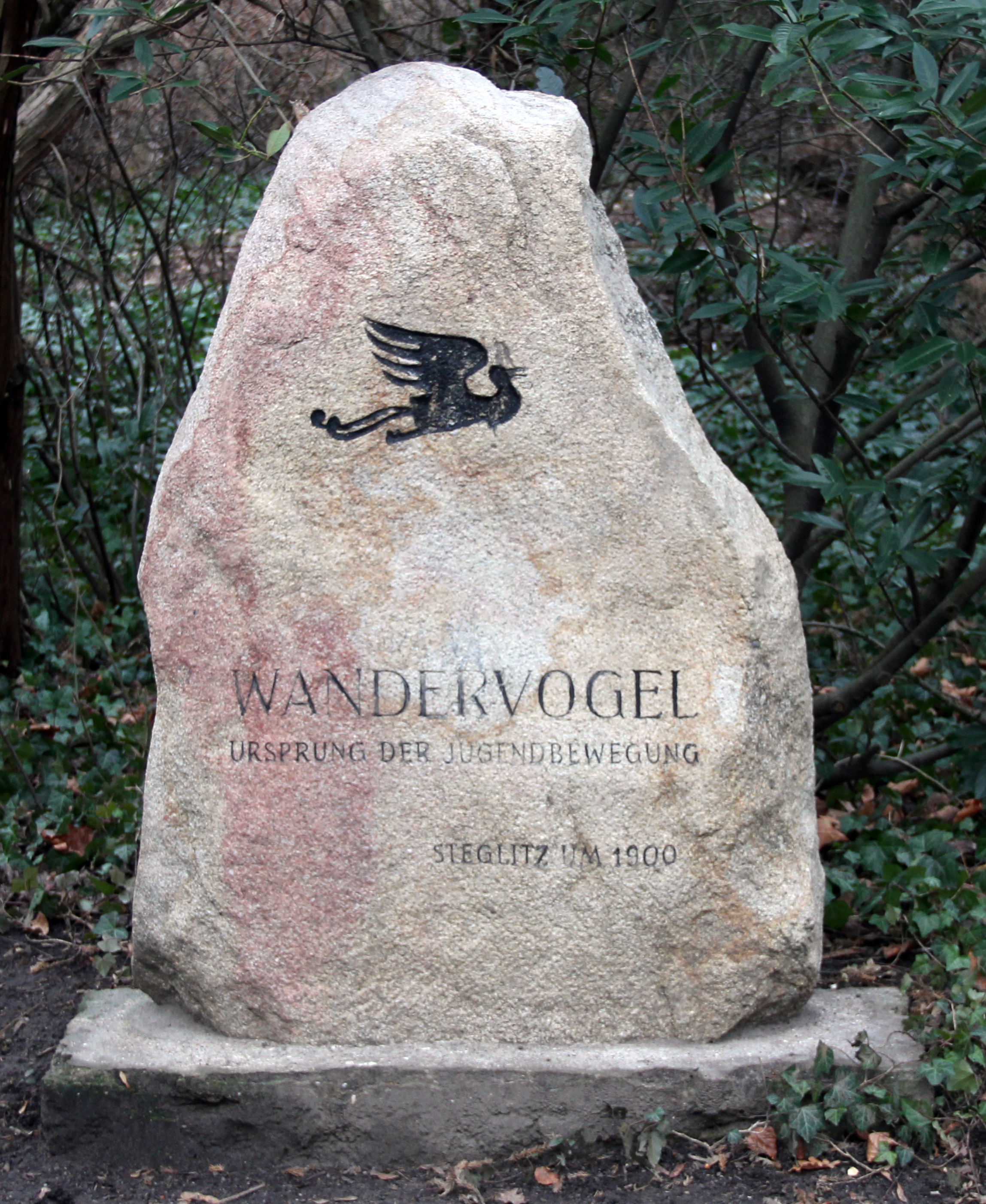
Gedenkstein für die Wandervogelbewegung
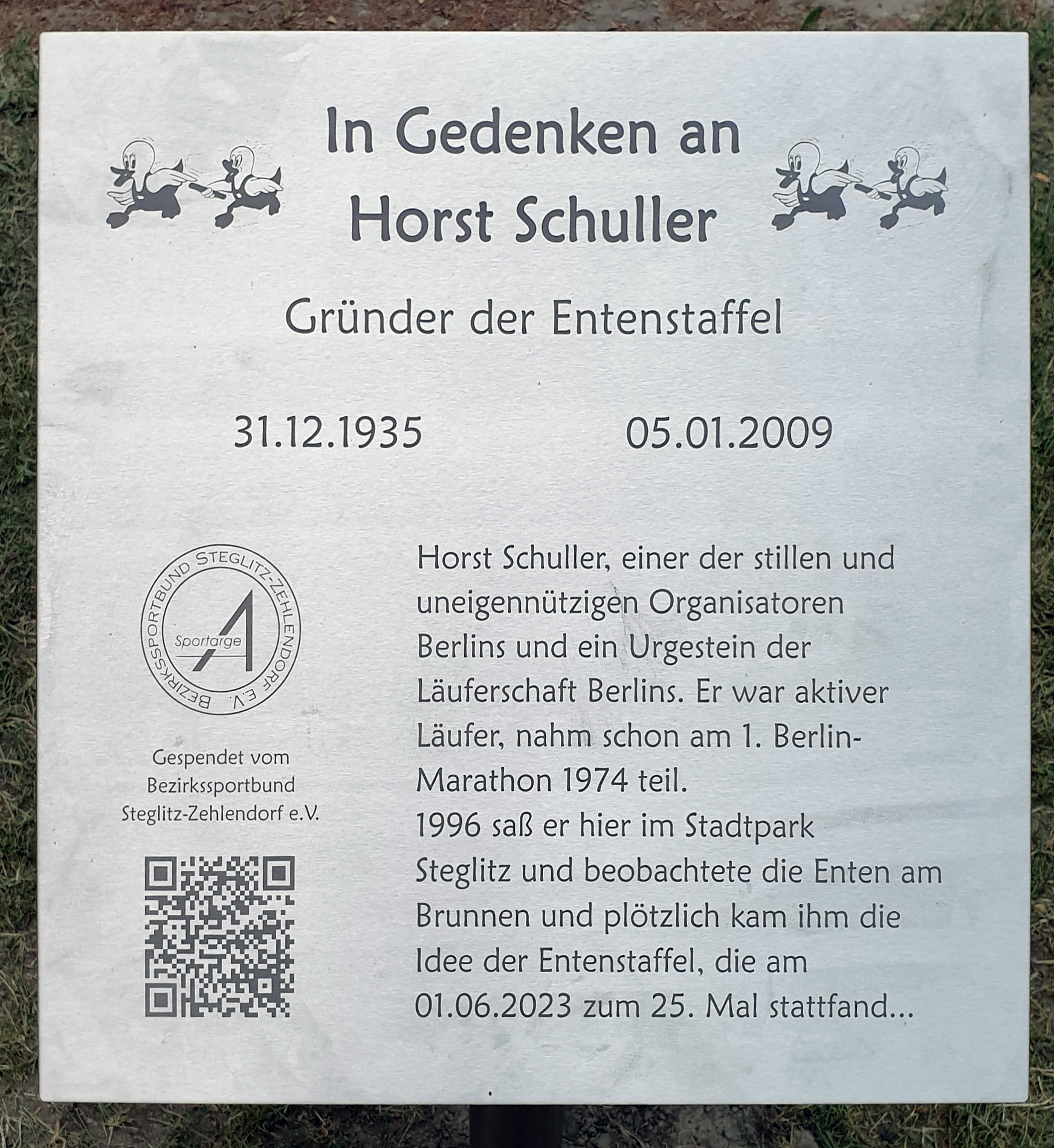
Gedenktafel für Horst Schuller
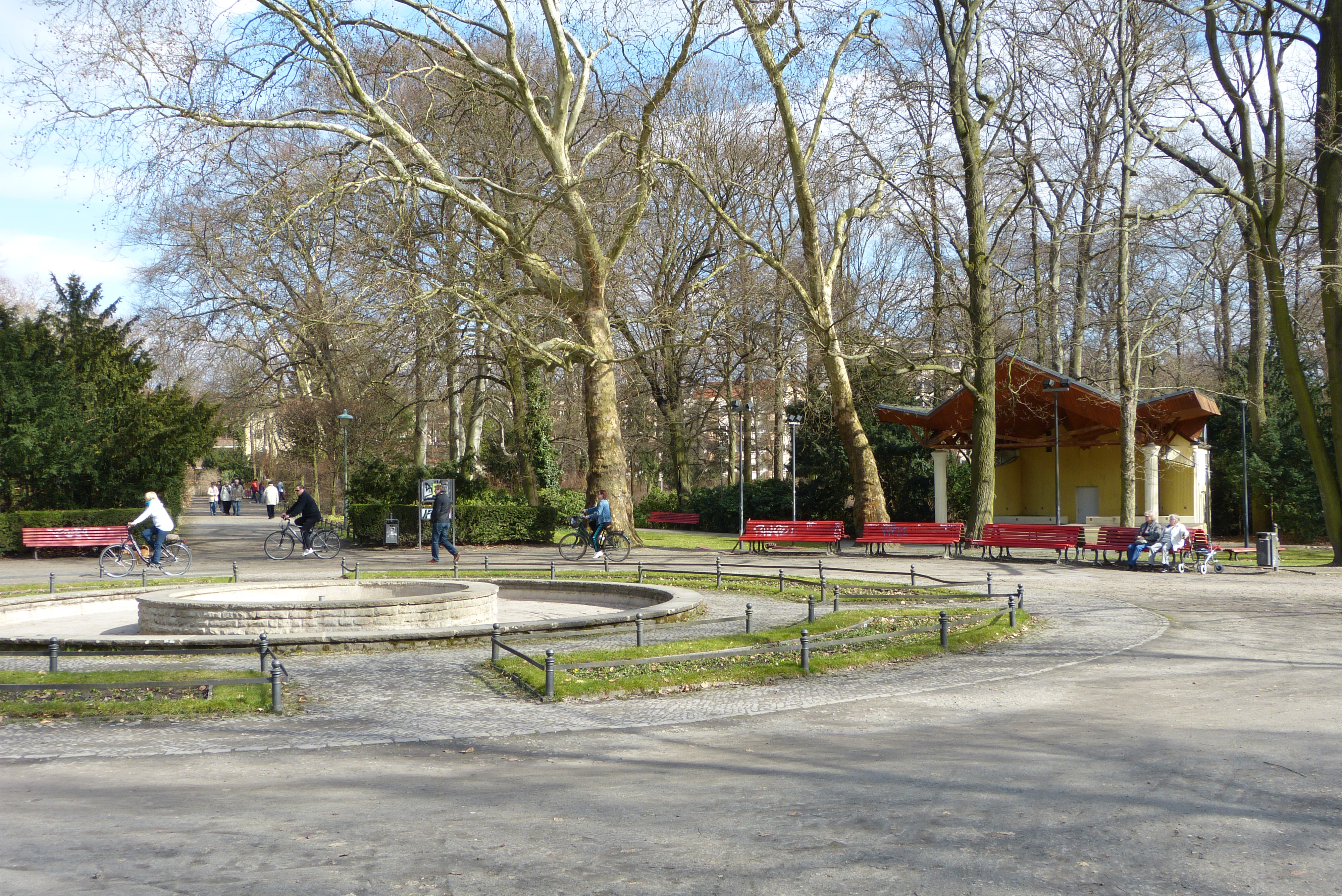
Musikpavillon und Brunnen, 2013

## Sonstiges
Nach einer Begegnung mit einem Mädchen, das seine Puppe im Park verloren hatte, soll der dort Anfang 1920er Jahre regelmäßig mit Dora Diamant spazierende Franz Kafka einen inzwischen verschollenen Briefroman verfasst haben, den er ihr bei Begegnungen in den Folgemonaten vorlas.